# Pellenes stepposus
Pellenes stepposus là một loài nhện trong họ Salticidae.
Loài này thuộc chi Pellenes. Pellenes stepposus được Dmitri Viktorovich Logunov miêu tả năm 1991.